# Marginal forbrugskvote
Den marginale forbrugskvote eller marginale forbrugstilbøjelighed (direkte oversat fra det engelske udtryk marginal propensity to consume) angiver, hvor meget det private forbrug stiger med, hvis den disponible indkomst stiger med én enhed.
Den marginale forbrugskvote vil normalt være større end 0, da gennemsnitspersonen normalt vil sætte sit forbrug op, hvis hendes indkomst stiger. Samtidig vil den også normalt være mindre end 1, da gennemsnitspersonen normalt også vil forøge sin opsparing, når indkomsten stiger. Denne egenskab ved den marginale forbrugskvote, altså at den udgør et tal mellem 0 og 1, spiller en vigtig rolle i flere makroøkonomiske modeller som det keynesianske kryds og IS-LM-modellen. Blandt andet er den afgørende for den såkaldte multiplikatoreffekt, der forklarer, hvordan ekspansiv finanspolitik såvel som andre ændringer i den samlede efterspørgsel vil påvirke samfundsøkonomien.
I undersøgelser finder man ofte, at den marginale forbrugskvote er højere for lavindkomst- end for højindkomstgrupper. Ligeledes har yngre personer en højere marginal forbrugskvote end ældre.
Ved siden af den marginale forbrugskvote findes også den gennemsnitlige forbrugskvote, der blot er lig med det samlede private forbrug delt med den disponible indkomst.